# Ángel Casero
Ángel Luis Casero Moreno (Albalat de Taronchers, Valência; 27 de setembro de 1972) é um ex ciclista espanhol, profissional entre 1994 e 2005, tempo no que conseguiu 13 vitórias. Entre elas destaca a Volta a Espanha de 2001.
Seu irmão menor, Rafael também foi ciclista profissional.

## Biografia

### Estreia
Casero estreia como profissional em 1994 na potente equipa Banesto dirigido por Echávarri e Eusebio Unzué, no que militava Miguel Indurain, pentacampeão da Volta a França (19991-1995). Em 1995, Casero ganhou a Clássica dos Puertos, bem como a medalha de prata (2º) no Campeonato da Espanha de contrarrelógio. Em 1996 foi sancionado 6 meses por um positivo por nandrolona. Em 1997 ganhou a Volta a Castilla e León; ao finalizar a temporada, abandonou a equipa.

### Bicampeão da Espanha
Casero alinhou então pela equipa Vitalicio Seguros dirigido por Javier Mínguez. Nesta equipa, Casero ganhou consecutivamente em duas ocasiões o Campeonato da Espanha de estrada (1998 e 1999). Na sua segunda temporada na equipa foi também quinto na classificação geral do Volta a França, o seu melhor resultado até então numa grande volta.

### Volta a Espanha 2001
Depois dos seus bons resultados, alinhou pela equipa Festina para 2000. No seu primeiro ano na equipa, foi 2º na Volta a Espanha, confirmando-se como um candidato à vitória da geral numa corrida de três semanas.
Em 2001 viveu o seu melhor momento como profissional com a sua vitória da geral (maillot ouro) na Volta a Espanha. Casero conseguiu o triunfo na última etapa da Volta, a Contrarrelógio final de Madrid, ao arrebatar nesse último dia o primeiro posto ao até então líder, Óscar Sevilla.
Em ocorrência da corrida (quando Sevilla era líder da corrida), o controvertido doutor Eufemiano Fuentes (chefe médico do Kelme de Sevilla) deixou uma mensagem no atendedor de chamadas de Casero (da Festina, e ao que atendia em privado), no que além de lhe dar ânimos lhe pedia que estivesse tranquilo pois em caso de necessidade para a decisiva contrarrelógio final de Madrid estaria preparado o que tu já sabes. Este facto reavivou as suspeitas de doping existentes sobre a figura do Dr. Fuentes; em resposta à polémica, Eufemiano disse que tinha realizado o telefonema de ânimo a Casero (rival da Kelme, equipa de Fuentes) a petição de seu colega italiano Luigi Cecchini, médico de Casero, e que o que tu já sabes fazia referência a umas bielas especiais para a bicicleta de contrarrelógio.

### Progressão travada
Para 2002 alinhou pela equipa Team Coast. Em 2003 chegou à equipa (rebatizada Team Bianchi) Jan Ullrich. Em suas duas temporadas na equipa, Casero não conseguiu nenhuma vitória, travando em seco seu até então constante progressão.

### Epílogo em casa
Casero fechou a sua carreira como profissional na equipa de casa, o Comunidade Valenciana de Vicente Belda em 2005 depois de estar em 2004 sem equipa.

### Operação Puerto
Em 2006, no marco da Operação Puerto, foi identificado pela Policia civil como cliente da rede de doping liderada por Eufemiano Fuentes, baixo o nome em chave Casero.
Casero não foi sancionado pela Justiça espanhola ao não ser o doping, um delito na Espanha nesse momento, e ao estar já retirado o seu caso não teve maior percurso.

### Depois da retirada
Uma vez retirado, converte-se em promotor imobiliário na costa valenciana, aproveitando uma época dourada para a construção e o sector da moradia em Espanha. Ademais, possuía uma loja de bicicletas na rua Conde de Salvatierra na cidade de Valência.
Actual promotor da prova Volta a Valência depois de adquirir os direitos que durante décadas ostentou Depergo (Manolo Pérez), e que passaram a Paco Antequera de igual modo que agora, ao não se celebrar a corrida em dois anos seguidos.

## Palmarés
1994
- Tour do Porvenir

1995
- Clássica dos Puertos
- 2º no Campeonato da Espanha Contrarrelógio

1997
- Volta a Castela e Leão

1998
- Campeonato da Espanha em Estrada
- 3º no Campeonato da Espanha de Ciclismo Contrarrelógio

1999
- Campeonato da Espanha em Estrada
- 2º no Campeonato da Espanha de Ciclismo Contrarrelógio
- 1 etapa da Volta a Catalunha

2000
- 2º na Volta a Espanha

2001
- Volta a Espanha

## Resultados nas Grandes Voltas e Campeonatos do Mundo
Durante a sua carreira desportiva tem conseguido os seguintes postos nas Grandes Voltas e nos Campeonatos do Mundo em estrada:
| Corrida            | 1995 | 1996 | 1997 | 1998 | 1999 | 2000 | 2001 | 2002 | 2003 | 2004 | 2005 |
| ------------------ | ---- | ---- | ---- | ---- | ---- | ---- | ---- | ---- | ---- | ---- | ---- |
| Volta a Itália     | -    | -    | -    | -    | -    | -    | -    | -    | -    | -    | -    |
| Volta a França     | -    | -    | 29º  | Ab.  | 5º   | Ab.  | Ab.  | -    | 57º  | -    | -    |
| Volta a Espanha    | 13º  | 24º  | Ab.  | Ab.  | Ab.  | 2º   | 1º   | 6º   | Ab.  | -    | Ab.  |
| Mundial em Estrada | -    | -    | -    | -    | -    | -    | 42º  | -    | -    | -    | -    |

-: não participa

Ab.: abandono

## Equipas
- Banesto (1994-1997)
- Vitalicio Seguros (1998-1999)
- Festina (2000-2001)
- Team Coast/Team Bianchi (2002-2003)
  - Team Coast (2002-2003) (até maio)
  - Team Bianchi (2003)
- Comunidade Valenciana (2005)